# Automobilkaufmann
Automobilkaufmann bzw. Automobilkauffrau ist in Deutschland  seit 1998 ein staatlich anerkannter Ausbildungsberuf nach dem Berufsbildungsgesetz. Der Beruf des Automobilkaufmanns ist auf die organisatorischen, informationstechnischen, servicetechnischen und betriebswirtschaftlichen Anforderungen des Kfz-Gewerbes zugeschnitten, wobei das Auto und sein Markt im Vordergrund stehen. Hauptsächlich arbeiten Automobilkaufleute in Autohäusern des Kraftfahrzeuggewerbes oder aber bei Herstellern und Importeuren von Kraftfahrzeugen.
In der Schweiz ist der Eidg. Dipl. Automobilkaufmann eine Weiterbildung, welche mit einer höheren Fachprüfung abgeschlossen wird.

## Deutschland

### Voraussetzungen
Rechtlich ist keine bestimmte Schulbildung vorgeschrieben. In der Praxis stellen Industriebetriebe überwiegend Auszubildende mit Hochschulreife, Handwerksbetriebe wählen vor allem Auszubildende mit mittlerem Bildungsabschluss aus. Schulfächer, auf die es bei einer Bewerbung ankommen kann, sind insbesondere Mathematik (z. B. für das Erstellen von Rechnungen), Deutsch (z. B. für Gespräche und Schriftverkehr mit Kunden) sowie Wirtschaft / Recht (z. B. für das Ausarbeiten von Verträgen).

### Ausbildungsdauer
Die Ausbildung dauert in der Regel drei Jahre und erfolgt im dualen System. Dies bedeutet, dass die Ausbildung an den Lernorten Betrieb und Berufsschule stattfindet. Unter bestimmten Voraussetzungen ist eine Verkürzung möglich. Mögliche Gründe, die Ausbildungszeit zu verkürzen, sind besonders gute Leistungen in der Berufsschule, ein besonderer Schulabschluss (zum Beispiel ein Wirtschaftsschulabschluss) oder aber die Anrechnung einer Berufsausbildung. Voraussetzung ist, dass der Ausbildungsbetrieb und die zuständige IHK/HwK zustimmen.
Es kann auf 2 Jahre verkürzt werden.

### Aufgabenbereich
Während der Ausbildung lernt der angehende Automobilkaufmann alle kaufmännischen Bereiche eines Autohauses kennen, aber auch technisches Grundwissen über die Funktionsweise des Automobils wird den Auszubildenden vermittelt.
Die Aufgabengebiete umfassen:
- Betriebsorganisation, Personalwirtschaft, Sicherheit am Arbeitsplatz
- bürowirtschaftliche Abläufe, Auftragsannahme und -Bearbeitung, Datenschutz
- Buchhaltung, Kostenrechnung, Kalkulation
- Disposition, Beschaffung, Vertrieb, Marketing, Lagerwirtschaft
- Kundendienst, Teile- und Zubehör
- Flottenmanagement, Fahrzeugvermietung

Automobilkaufleute wirken außerdem in Prozessen der betrieblichen Steuerung und Kontrolle des Finanz- und Rechnungswesens sowie der Personalverwaltung mit. Sie werden während ihrer Ausbildung auch mit allen Aspekten des Verkaufs von Neu- und Gebrauchtwagen vertraut gemacht, insbesondere mit allen vor- und nachbereitenden Maßnahmen. Die unmittelbare Verkaufstätigkeit wird nicht vom Automobilkaufmann übernommen, das ist die Aufgabe des Automobilverkäufers.

### Prüfungen
Während der Ausbildung zum Automobilkaufmann müssen sowohl eine Zwischenprüfung in der Mitte des zweiten Ausbildungsjahres als auch eine Abschlussprüfung absolviert werden.

### Abschluss
Die Abschlussprüfung besteht aus vier Prüfungsfächern, wobei drei Prüfungsfächer schriftlich (Vertriebs- und Serviceleistung, Finanzdienstleistung, Wirtschafts- und Sozialkunde) und ein Prüfungsfach mündlich (Praktische Übungen) erfolgen.

### Ausbildungsvergütung und Gehalt
Die Höhe der Ausbildungsvergütung ist vom Lehrjahr abhängig: Im ersten Lehrjahr beträgt sie in Deutschland durchschnittlich 545 €, im zweiten Lehrjahr wird eine Vergütung von etwa 580 € ausbezahlt und im dritten Lehrjahr erhält ein angehender Automobilkaufmann etwa 610 €.
Das durchschnittliche Einstiegs-Bruttogehalt eines ausgebildeten Automobilkaufmanns variiert in Deutschland zwischen 1800 und 2400 €.

### Weiterbildung
Folgende Weiterbildungsmöglichkeiten stehen dem Automobilkaufmann nach erfolgreich abgelegter Abschlussprüfung zur Verfügung:
- Geprüfter Automobilverkäufer
- Geprüfter Automobil-Serviceberater
- Geprüfter Automobil Teile- und Zubehörverkäufer
- Betriebswirt im Kfz-Gewerbe (Hwk)– BFC

## Schweiz
In der Schweiz setzt die Weiterbildung zum Eidg. Dipl. Automobilkaufmann eine Weiterbildung zum Automobildiagnostiker, Automobil-Verkaufsberater oder Kundendienstberater/in im Automobilgewerbe (alle mit eidg. Fachausweis) oder einen Fachhochschulabschluss in Automobiltechnik voraus. Die Ausbildung selbst dauert berufsbegleitend 4 Semester.
Automobilkaufleute sind als Führungskräfte positioniert. Möglich ist auch das Führen eines eigenen Betriebes oder einer Niederlassung.

### Geschichte
Das Reglement zur „Meisterprüfung im Autogewerbe“ erlangte am 3. September 1984 Gültigkeit.
Das im Wesentlichen noch heute gültige „Reglement über die Höhere Fachprüfung für diplomierte Automechaniker“ stammt vom 3. Mai 1995. Die frühere Bezeichnung diplomierte Automechaniker ist heute noch anzutreffen.
Am 1. Januar 2002 trat dann das heutige Reglement in Kraft, wobei im Wesentlichen nur der Artikel „Titel und Veröffentlichung“ geändert wurde und damit der Titel Eidg. Dipl. Automobilkaufmann eingeführt wurde.